# Ulysse à la cour d'Alcinoos
Ulysse à la cour d'Alcinoos est une peinture à l'huile sur toile de l'artiste italien Francesco Hayez, réalisée entre 1814 et 1816 et conservée au Musée de Capodimonte à Naples. Cette peinture mythologique de grandes dimensions a été commandée pour Joachim Murat par le ministre de l'Intérieur de Naples Giuseppe Zurlo. Le peintre a strictement respecté les dimensions, le prix et le sujet spécifiés par son mécène et protecteur Leopoldo Cicognara, président de l'Accademia di Venezia. La chute de Murat en 1815 n'empêche pas le roi Ferdinand Ier d'acheter la toile et de l'exposer à la Reggia di Capodimento, redevenue un musée.